# Zone de sectionnement

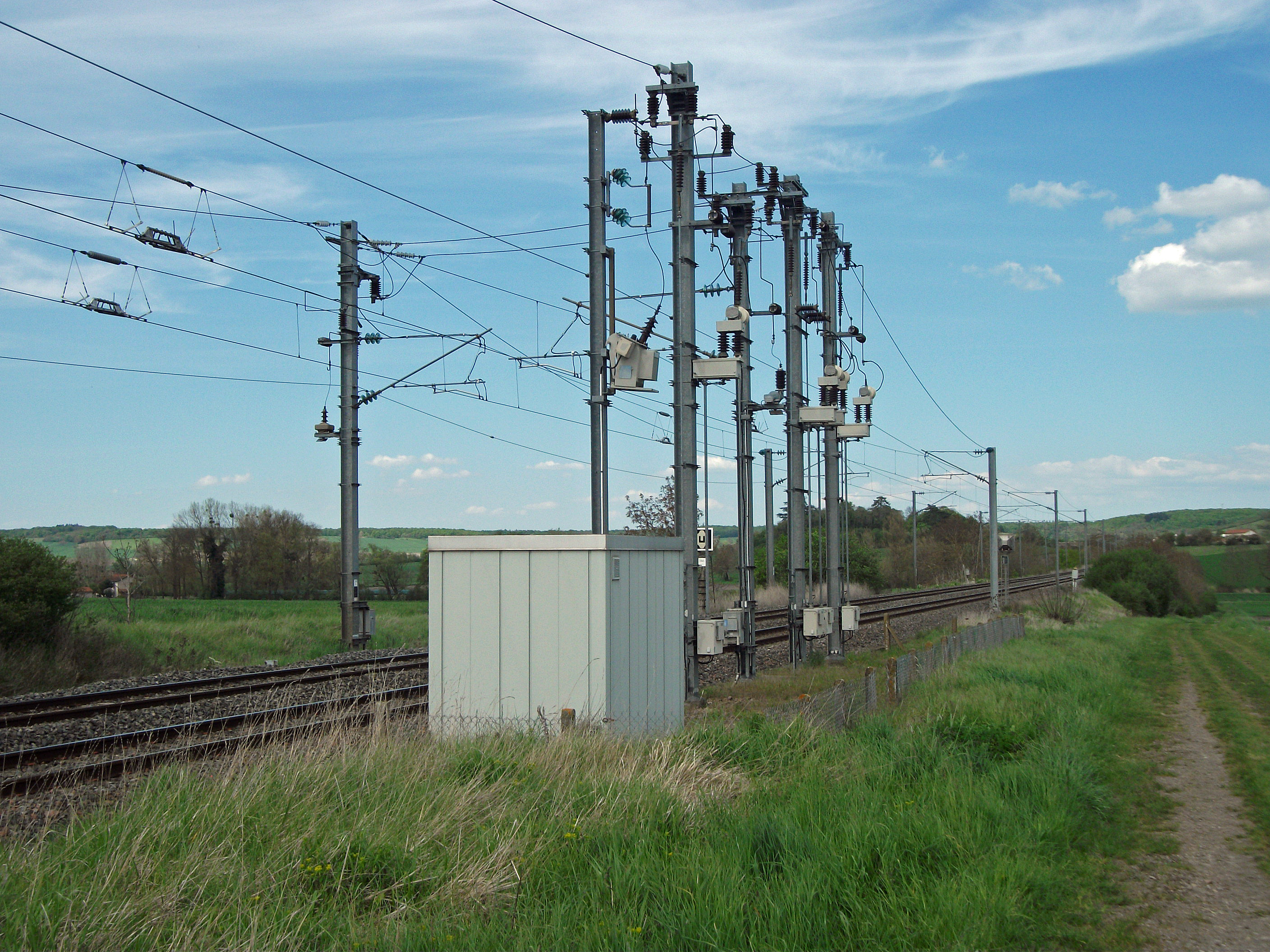
Zone de sectionnement : ligne de Vichy à Riom

Une zone de sectionnement, ou zone neutre, est une portion de chemin de fer dont la caténaire n'est pas alimentée, pour des raisons électriques.  

## Caractéristiques

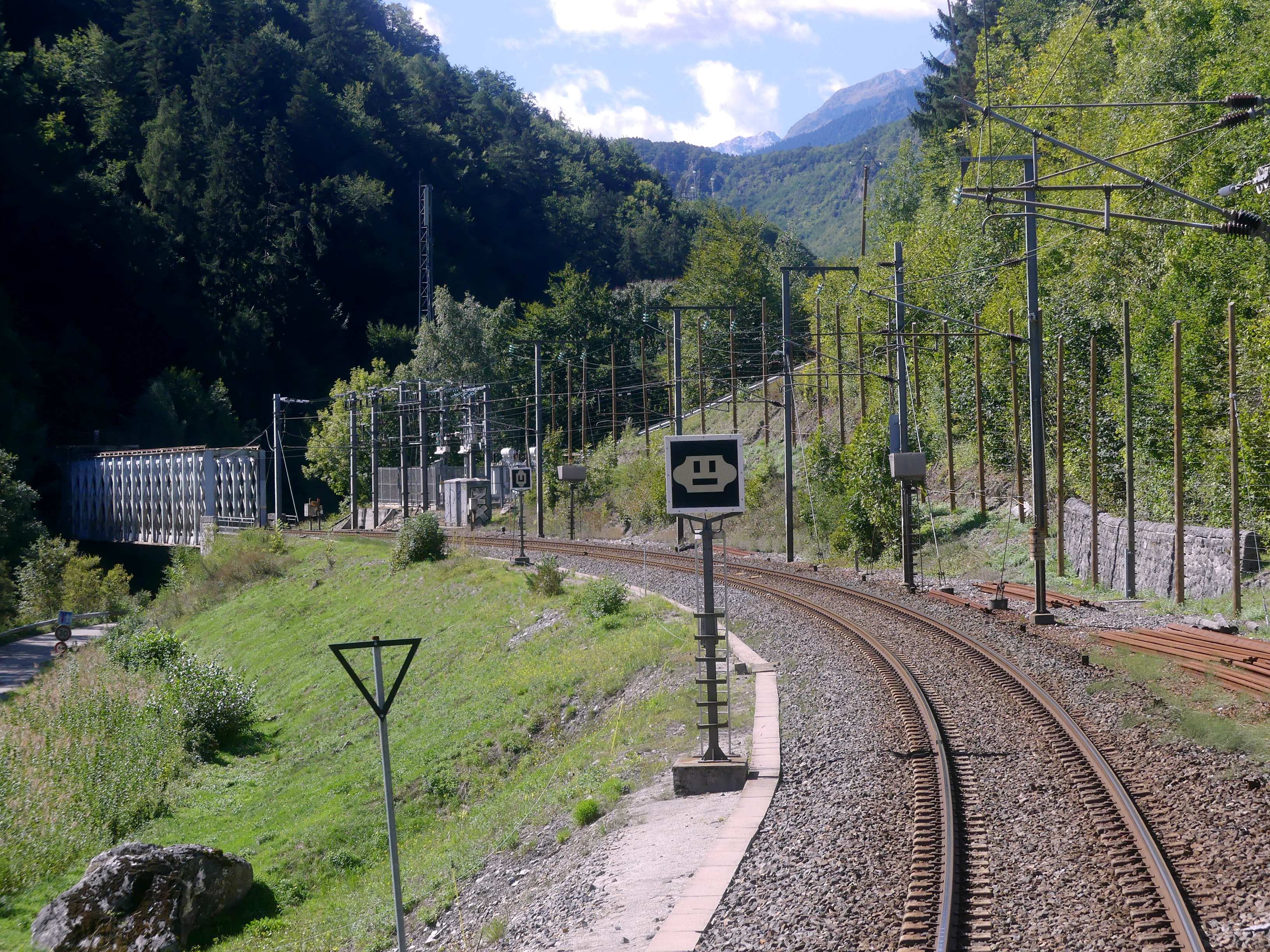
Zone de sectionnement sur la ligne de la Tarentaise en amont de Moûtiers

Une ligne de chemin de fer électrifiée est découpée en une multitude de sections d'alimentation, où des sous-stations indépendantes alimentent la caténaire. Par conséquent, l'alimentation électrique n'est pas la même d'un bout à l'autre de cette ligne. D'une manière générale, cela assure une plus grande fiabilité d'exploitation.
En alternatif, une séparation entre chaque section alimentée évite principalement le phénomène de déphasage entre les sous-stations, et limite la chute de tension. Cela permet aussi d'utiliser indifféremment n'importe quelle phase du réseau haute-tension sur chaque section, sans perturbation lors du passage du pantographe. En effet, en France comme dans de nombreux pays, le réseau de transport électrique haute-tension est triphasé.
La distribution triphasée permet de distribuer une alimentation électrique à partir d'une des 3 phases pour chaque section. Le triphasé ne doit pas être confondu avec une motrice dit tricourant ; en effet, cette motrice sera simplement apte à utiliser une alimentation électrique de trois types différents. En alternatif, la motrice va consommer l'énergie électrique venant donc d'une seule phase. Donc, une machine dit tricourant n'a rien à voir avec le triphasé, puisqu'elle peut tout aussi bien utiliser une alimentation électrique redressée ou continue.

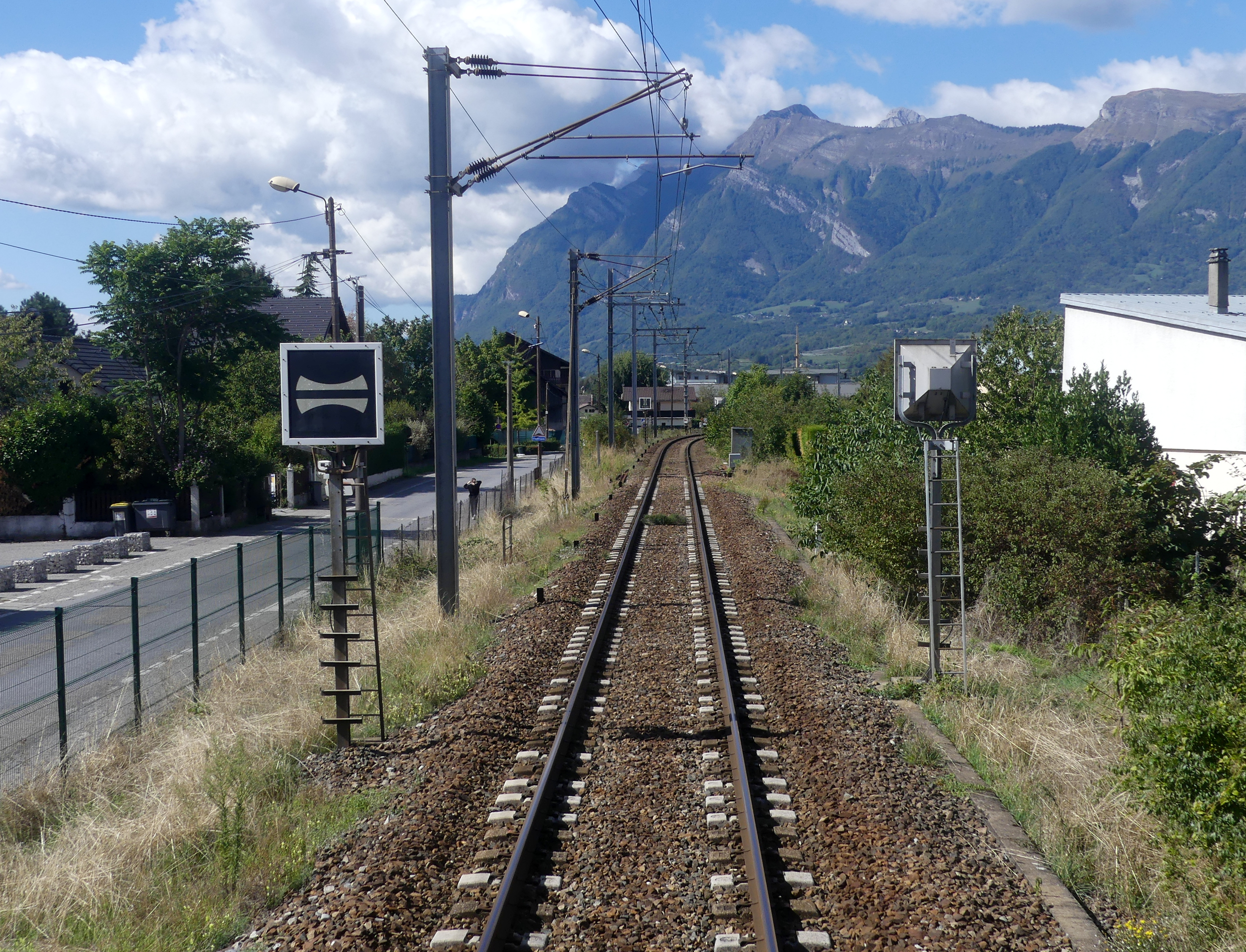
Passage de 25 000 V à 1 500 V sur la ligne de la Tarentaise à Albertville.

Pour des raisons historiques, un chemin de fer électrifié peut également avoir plusieurs types d'alimentation électrique (en France, plus généralement 25 000 V alternatif et 1 500 V continu). Il est alors nécessaire de séparer les nombreux points de jonction où l'on retrouve des alimentations électriques différentes. Les motrices qui empruntent ces alimentations électriques sont dites bi-courants, voire tri-courants ou quadri-courants (ces deux dernières sont des abus de langage, qui n'ont rien de technique). Ces sections se trouvent aussi aux frontières entre des pays utilisant des alimentations électriques différentes : par exemple, entre le 25 000 V du réseau luxembourgeois et le 15 000 V du réseau allemand.
Les zones de sectionnements sont disposées entre deux caténaires successives, alimentées avec une électrification différente, de sorte qu'il est nécessaire de procéder à une coupure de l'alimentation dans la motrice à l'aide d'un disjoncteur, pour ne pas produire d'arcs électriques lors du franchissement de la section suivante. C'est sur son élan que le train passe d'une caténaire alimentée à l'autre : la « marche sur l'erre ».

## Signalisation du sectionnement

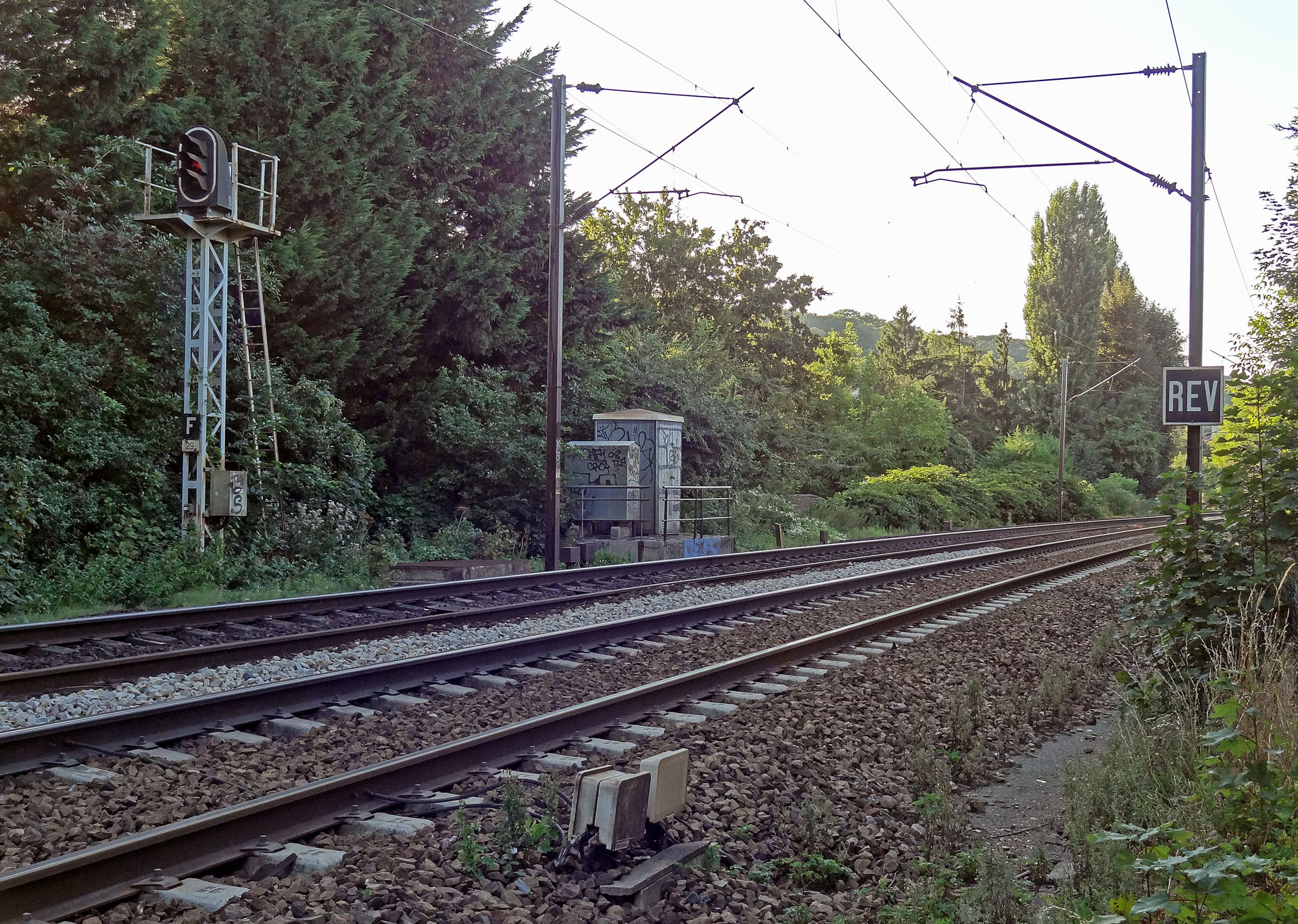
Fin de sectionnement

Pour les trains à faible vitesse, une signalisation spéciale indique au conducteur qu'il doit effectuer le sectionnement.
 : Marque d'un sectionnement dans 500 mètres
 : Début du sectionnement
 : Fin du sectionnement

## Opération de sectionnement
Dans un premier temps, le conducteur du train doit ouvrir le disjoncteur à l'entrée de la zone. Une fois que le train, propulsé par son énergie cinétique, a franchi la zone de sectionnement, le conducteur referme manuellement le disjoncteur pour rétablir l'alimentation de la rame. Durant cette opération, le — ou les — pantographes restent en contact avec la caténaire. Cette opération est automatique pour les trains à grande vitesse, uniquement sur les lignes à grande vitesse (LGV) équipées de TVM 430 ou d'un système de signalisation en cabine équivalent ou plus récent (comme l'ETCS).
Lorsque le type d'alimentation électrique change (passage de l'alternatif au continu), comme c'est le cas pour accéder à une ligne électrifiée en alimentation électrique continu depuis une LGV, la motrice doit franchir la zone de sectionnement en abaissant son pantographe, puis relever un pantographe spécialisé si celui-ci n'est pas multi-alimentation électrique. Ces derniers fonctionnent aussi bien sur de l'alternatif que sur du continu, a contrario de certains pantographes fonctionnant individuellement sur un seul type de courant. Dans tous les cas, il est nécessaire de l'abaisser pour ne pas provoquer d'arcs électriques ni de court-circuits,.

## Inconvénients
Durant un sectionnement, des batteries alimentent les fonctions du train et assurent le confort essentiel aux voyageurs (notamment l'éclairage), mais certains organes comme la climatisation, ventilation peuvent se retrouver arrêtés durant le franchissement. Ces batteries ne sont généralement pas aptes à fournir le courant de traction aux moteurs de la locomotive tirant le train ou des automotrices qui le composent.
Si un train circule à vitesse trop réduite et que son alimentation doit être coupée, il peut rester bloqué dans la zone de sectionnement. Le seul moyen de franchir la zone de sectionnement est normalement l'énergie cinétique acquise précédemment. Si un train s'immobilise tout de même à l'intérieur de la zone non alimentée, il faudra faire venir une autre locomotive, au besoin une locomotive diesel, pour le tirer ou le pousser hors de la zone de sectionnement.